# 대안민주개혁당
대안민주개혁당(代案民主改革黨, 룩셈부르크어: Alternativ Demokratesch Reformpartei, 프랑스어: Parti réformiste d'alternative démocratique, 독일어: Alternative Demokratische Reformpartei)은 룩셈부르크의 보수주의, 중도우파 정당이다.
1987년에 설립되었으며 스위스의 직접민주주의 정치를 지향한다. 대안민주개혁당의 경우 민주당, 녹색당 다음으로 다섯 번째로 의석을 가지고 있다.

## 역대 선거 결과

### 총선
| 선거        | 의석   | 득표율 | 정부 |
| ----------- | ------ | ------ | ---- |
| 1989년 선거 | 4 / 60 | 7.9    | 야당 |
| 1994년 선거 | 5 / 60 | 9.0    | 야당 |
| 1999년 선거 | 7 / 60 | 11.3   | 야당 |
| 2004년 선거 | 5 / 60 | 10.0   | 야당 |
| 2009년 선거 | 4 / 60 | 11.3   | 야당 |
| 2013년 선거 | 3 / 60 | 6.6    | 야당 |
| 2018년 선거 | 4 / 60 | 8.3    | 야당 |

## 같이 보기
- 룩셈부르크의 정당